# Nacaduba pendleburyi
Nacaduba pendleburyi is een vlinder uit de familie van de Lycaenidae. De wetenschappelijke naam van de soort is voor het eerst geldig gepubliceerd in 1938 door Corbet.